# Asami Konno
Asami Konno (紺野あさ美 Konno Asami?, nació el 7 de mayo de 1987) es una locutora, cantante y actriz japonesa, fue parte de la quinta generación, del grupo idol Morning Musume.

## Biografía
Asami Konno, nacida el 7 de mayo de 1987, perteneció a la quinta generación del grupo idol Morning Musume. Ella se unió al grupo en agosto de 2001 con los demás miembros de la quinta generación: Ai Takahashi, Risa Niigaki, y Makoto Ogawa.
A pesar de que su interpretación final en LOVE Audition 21 (La audición de la 5.ª generación), fue calificada de mediocre por el juez de la audición, y productor de Morning Musume, Tsunku, Aprobó la audición, después de que él admitiera su potencial y el haber sido conmovido por el gran esfuerzo que ella demostró.
Junto con Risa Niigaki fue colocada en la tercera generación de Tanpopo. Sólo se lanzó un sencillo con esta formación.
En 2003, durante la división de Morning Musume en dos grupos, fue colocada en Sakura Gumi, que sacó dos sencillos.
En julio del mismo año sería agregada a Country Musume junto a su compañera Miki Fujimoto, debido a que ambas provenían de Hokkaido, que para los japoneses es de alguna forma su región rural. Esta formación "Country Musume ni Koono to Fujimoto" lanzó tres sencillos.
En el episodio especial de Mecha-mecha Iketeru! (Qué cool que somos!) en el que se midió la inteligencia de las integrantes de Morning Musume con un examen final sorpresa, alcanzó el más alto puntaje. A partir de entonces fue considerada como la miembro más inteligente.
Konno fue guardameta del equipo de futsal (fútbol de salón) del Hello! Project llamado Gatas Brilhantes H.P. (Gatas Brillantes) mientras participó en Morning Musume.
Ella se graduó de Morning Musume y del Hello!Project el 23 de julio de 2006, para ir a estudiar en la universidad. En diciembre se anunció que había ingresado a la universidad privada de Keio.
Konno también regresará a jugar al equipo, pues al graduarse de Morning Musume y salirse de H!P ella expresó sus ganas de seguir en el equipo de futsal y dijo que aunque se salía para entrar a la universidad, ella podía balancear el juego con la escuela y en caso de tener problemas la escuela tendría prioridad.
En febrero de 2009, Konno como las demás miembros de Elder club (todas las que ya se graduaron de los grupos principales de H!P) fue gradúa, así despidiéndose de todo H!P.

## Actualidad
El 1 de octubre de 2010. Se anunció en la web oficial de HP, que debutaría como reportera en abril de 2011, para la cadena televisiva TV Tokyo. Profesión en que la se mantuvo vigente hasta su retiro del mundo del espectáculo en mayo de 2017.

## Vida personal
Contrajo nupcias el 1 de enero de 2017 con el beisbolista Toshihiro Sugiura y dio a luz a una niña el 15 de septiembre de ese año. El 26 de febrero de 2019 la pareja anunció el nacimiento de segundo hijo, un varón. En agosto de 2021 nació su tercer hijo, otro niño. En agosto de 2024 comunicó el nacimiento de su cuarto hijo, otra niña. 

## Participación en el Hello!Project

### Grupos
- Morning Musume (2001 - 2006)
- Tanpopo (2002)
- Odoru 11 (2002)
- Morning Musume Sakura Gumi (2003 – 2004)
- Country Musume (2003 - 2004)
- 11WATER (2003)
- H.P. All Stars (2004)
- Hello! Project Akagumi (2005)
- Wonderful Hearts (2006)
- Ongaku Gatas (2007 – 2011)
- Elder Club (2008 – 2009)

### Subgrupos
- Pocky Girls (2002)
- Gatas Brilhantes H.P. (2003 – 2006; 2007 – 2011)
- M-Line (2009-presente)

## Como actriz

### Doramas
- Angel Hearts (2002)
- Ore ga Aitsu de Aitsu ga Ore de (2002)
- Kochira Hon Ikegami Sho 2 (2003), (Episodio 11)
- New Cyborg Shibata (2004)
- Fight! Cyborg Shibata 3 (2005)